# Ибрагим Исмаил
Султан Ибрагим Исмаил ибн Альмахрум Султан Искандар Аль-Хадж (род. 22 ноября 1958, Джохор-Бару, Джохор, Малайская Федерация) — 25-й султан Джохора (с 23 января 2010 года), старший сын и преемник султана Джохора Искандара (1932—2010). Избранный в 2023 году Верховным правителем (Янг ди-Пертуан Агонг) Малайзии (занял этот пост 31 января 2024 года). Мотоциклист-энтузиаст, Султан Ибрагим хорошо известен как основатель ежегодного тура мотоспорта «Кембара Махота Джохор».

## Ранняя жизнь
Султан Ибрагим Исмаил родился 22 ноября 1958 года, старший сын Султана Искандара от его первой жены, англичанки Жозефина Руби Треворроу, из города Торки в графстве Девон. Султан Искандар (тогда Тунку Махмуд) познакомился с ней ещё во время учёбы в Англии. После развода с Султаном Искандаром его мать вторично вышла замуж и в настоящее время проживает в Англии.
Тунку Ибрагим родился в больнице Султанах Аминах в городе Джохор-Бару. В 1968—1970 годах учился в гимназии Тринита в Сиднее (Австралия). После окончания учебы, он был отправлен в Пусат Латихан Тентера Дарат (Пулада) в Кота-Тингги для прохождения начальной военной подготовки. Он также получил военную подготовку в США (Форт-Беннинг, штат Джорджия, и Форт-Брэгг, штат Северная Каролина).
Тунку Ибрагим Исмаил получил титул «Тунку Махота Джохор» 4 июля 1981 года, с тех пор он проживал, в основном, в королевском дворце Истана Пазир Пеланги. Тунку Ибрагим был регентом Джохор с 26 апреля 1984 по 25 апреля 1989 года, когда его отец занимал должность «Янг ди-Пертуана Агонга Малайзии». В последние годы Тунку Ибрагим постепенно взял на себя часть государственных функций своего стареющего отца.

## Султан Джохора
За несколько часов до смерти своего отца, 22 января 2010 года, Тунку Ибрагим был назначен регентом Джохора. Султан Искандар скончался в ту же ночь, а Тунку Ибрагим был провозглашен султаном Джохора на следующее утро. Ментери Бесар (главный министр) Джохора, Абдул Гани Осман заявил, что новый султан Ибрагим и остальные члены королевской семьи проведут в трауре 40 дней. Во время траура, Султан Ибрагим впервые посетил конференцию малайских руководителей в феврале 2010 года в качестве султана Джохора.
В 2012 году султан перенёс столицу султаната Джохар в город Муар. Коронация нового султана Джохора состоялась 23 марта 2015 года. С 2015 года 23 марта, считается ежегодным государственным и общественным праздником как официальный день рождения султана, заменив государственный праздник 22 ноября, фактический день рождения султана.
Султан Джохора является главным полковником группы специальной службы малайской армии GGK (Grup Gerak Khas) и главнокомандующим королевских вооруженных сил султаната Джохор.

## Во главе Малайзии
27 октября 2023 года на заседание Совета правителей Малайзии в столице он был избран семнадцатым Верховным правителем Малайзии. В последний день января 2024 года султан Джохора вступил в должность Верховного правителя Малайзии. 20 июля 2024 года в столице Малайзии прошла его инаугурация.

## Брак и дети
Султан Ибрагим женился в 1982 году на Пермаизури Раджа Зарит Софии (род. 1959), дочери султана Перака Идриса Шаха II. У них шестеро детей:
- Тунку Исмаил Абдул Маджид Идрис Абу Бакар (род. 30 июня 1984), наследный принц (Раджа Муда) с апреля 2006 года
- Тунку Тун Амина Маймунах Искандариах (род. 8 апреля 1986)[3] 14 августа 2017 года она вышла замуж за Денниса Мухаммада Абдулу, бывшего Денниса Вербааса, который был полупрофессиональным футболистом из Нидерландов и принял ислам[4]
- Тунку Идрис Искандар (род. 25 декабря 1987)
- Тунку Абдул Джалиль (5 июля 1990 — 5 декабря 2015)
- Тунку Абдул Рахман (род. 5 февраля 1993)
- Тунку Абу Бакар (род. 30 мая 2001)

## Награды
Имеет целый ряд наград не только родного штата, но и других штатов Малайзии, а также и группы азиатских государств.